# Kosárbogyó vagy musical?
A Kosárbogyó vagy musical? (Elementary School Musical) a South Park című rajzfilmsorozat 180. része (a 12. évad 13. epizódja). Elsőként 2008. november 12-én sugározták az Egyesült Államokban. Magyarországon 2009. június 5-én mutatta be a Comedy Central.
A cselekmény szerint a South Park-i iskolában mindenki rajongani kezd Brian Gueermoért, egy harmadikos fiúért, aki rendszeresen dalra fakad. Stan Marsh félni kezd, hogy barátnője, Wendy esetleg elhagyja őt Brianért. Az epizód egésze a Szerelmes hangjegyek (High School Musical) filmsorozatot parodizálja ki.

## Cselekmény
|  | Alább a cselekmény részletei következnek! |

A főszereplő gyerekek az étkezőben ebédelnek, amikor Butters Stotch bejelenti, hogy nemsokára ismét megnézi a High School Musical 3. – Végzősök című filmet. A többiek nem is hallottak a filmről, sőt, az előző két részről sem és rádöbbennek, hogy egyáltalán nincsenek tudatában a legújabb mániának, mely az iskolások körében hódít (Craig azt állítja azért, mert Peruban voltak – utalva az eredetileg nem sokkal korábban sugárzott Pánjárvány című részre). Miután a szomszédos asztalnál ülő lányok meghallják az előző diskurzust, Wendy, majd néhány másik lány dalra fakad az étkezőben és a többi gyerek is követi őket, kivéve a főszereplőket, akik értetlenül állnak a jelenség előtt. Az énekes performansz közben feltűnik  egy rejtélyes harmadikos fiú, Bridon Gueermo, aki szólót énekel a rögtönzött(nek tűnő) produkcióban. Ezek után a főszereplők elhatározzák, hogy megnézik az aktuális hóbortot okozó filmet, azonban az egyáltalán nem tetszik nekik és ezért úgy döntenek, soha nem vesznek részt az új őrületben. Stan Marsh azonban aggódni kezd, hogy elveszítheti barátnőjét, Wendyt, aki egyre több időt tölt Bridonnal. Miután kifaggatja riválisát, Stan megtudja Bridontól, hogy éneklés helyett ő inkább kosárlabdázni szeretne, de a színházat mániákusan szerető, pofozkodó apja ezt kifejezetten megtiltotta neki. 
Stan ráveszi Bridont, hogy kipróbálja a kosarazást, de annak apja tudomást szerez erről és hazarángatja fiát. Stan erről értesíti a CPS-t (gyermekvédelmi szolgálat az USA-ban), akik ki is mennek a Gueermo családhoz, de Gueermo úr őket is felpofozza, ezzel megakadályozza, hogy a hivatali személyek meghallgassák Bridont is, a történtek hatására elmennek. Amikor fiát is pofonnal fenyegeti, Bridonnak elege lesz és megüti apját (ekkor a felesége is "visszaadja neki" a korábban elszenvedett pofonokat), majd benevez egy kosármeccsre; végül a nézőként résztvevő, vérig sértett apja – hallva a szurkolók ütemes skandálását és a meccs ritmusát – megenyhül és élvezni kezdi a játékot.
Mindeközben Kyle Broflovski, Eric Cartman és Kenny McCormick egy népszerűtlen gyerekkel, Scott Malkinsonnal kezd el barátkozni, akit pöszesége és cukorbetegsége miatt Cartman folyamatosan kigúnyol. Stan csatlakozik az új divatirányzathoz és nemsokára barátai is követik őt, látva, hogy már a korábban mindenki által megvetett Butters is népszerűbbé vált náluk. Előadnak egy dalt a folyosón, de senki sem foglalkozik velük, mindenki Bridon kosármeccséről beszél. Scott Malkinson legvégül elmagyarázza a főszereplőknek, hogy társaik korábban csupán a közkedvelt Bridon miatt követték a High School Musical-divatot.

## Fogadtatás
Az epizód az IGN és a 411mania.com weboldalon is viszonylag pozitív fogadtatást élvezett, 7,4, illetve 7,5 pontot kapott a 10-ből. Travis Fickett az IGN-től úgy nyilatkozik, hogy az epizód „nem hozott ki annyit az alapötletből, mint lehetett volna”, DC Perry a 411mania.com-ról pedig kedvezően hasonlítja össze a 12. évad többi részével, de hozzáteszi: „az évad egyik legjobb epizódjának lenni nem nagy teljesítmény... úgy tűnik, mintha a készítők kifogytak volna az ötletekből”. Carlos Delgado, az IFMagazine.com munkatársa szórakoztatónak tartja a Kosárbogyó vagy musical?-t és kritikájában a klasszikus South Park-epizódok közé sorolja azt.

## Külső hivatkozások
- Kosárbogyó vagy musical? Archiválva 2009. július 15-i dátummal a Wayback Machine-ben a South Park Studios hivatalos honlapon
- Kosárbogyó vagy musical? az Internet Movie Database oldalon (angolul)